# Comitatul Gaotang
Comitatul Gaotang (în chineză simplificată: 高唐县; chineză tradițională: 高唐縣; pinyin: Gāotáng Xiàn) este un comitat din nord-vestul provinciei Shandong, Republica Populară Chineză. Este administrat de orașul Liaocheng⁠(d).
Populația sa a fost de 473.400 de locuitori în 2010 (recensământul din 2010).

## Diviziuni Administrative
În 2012, acest comitat este împărțit în 3 subdistricte, 6 orașe și 3 municipalități. 
Subdistricte
- Subdistrictul Yuqiuhu (鱼邱湖街道)
- Subdistrictul Huili (汇鑫街道)
- Subdistrictul Renhe (人和街道)

Orașe
| - Liangcun (梁村镇) - Yinji⁠(d) (尹集镇) - Qingping⁠(d) (清平镇) | - Guhe (固河镇) - Sanshilipu⁠(d) (三十里铺镇) - Bolisi (琉璃寺镇) |

Municipalități
- Municipiul Yangtun (杨屯乡)
- Municipiul Zhaozhaizi (赵寨子乡)
- Municipiul Jiangdian (姜店乡)

## Clima
| Date climatice pentru Gaotang (1991–2020 normals) | Date climatice pentru Gaotang (1991–2020 normals) | Date climatice pentru Gaotang (1991–2020 normals) | Date climatice pentru Gaotang (1991–2020 normals) | Date climatice pentru Gaotang (1991–2020 normals) | Date climatice pentru Gaotang (1991–2020 normals) | Date climatice pentru Gaotang (1991–2020 normals) | Date climatice pentru Gaotang (1991–2020 normals) | Date climatice pentru Gaotang (1991–2020 normals) | Date climatice pentru Gaotang (1991–2020 normals) | Date climatice pentru Gaotang (1991–2020 normals) | Date climatice pentru Gaotang (1991–2020 normals) | Date climatice pentru Gaotang (1991–2020 normals) | Date climatice pentru Gaotang (1991–2020 normals) |
| Luna                                              | Ian                                               | Feb                                               | Mar                                               | Apr                                               | Mai                                               | Iun                                               | Iul                                               | Aug                                               | Sep                                               | Oct                                               | Nov                                               | Dec                                               | Anual                                             |
| ------------------------------------------------- | ------------------------------------------------- | ------------------------------------------------- | ------------------------------------------------- | ------------------------------------------------- | ------------------------------------------------- | ------------------------------------------------- | ------------------------------------------------- | ------------------------------------------------- | ------------------------------------------------- | ------------------------------------------------- | ------------------------------------------------- | ------------------------------------------------- | ------------------------------------------------- |
| Maxima medie °C (°F)                              | 3.8 (38,8)                                        | 7.9 (46,2)                                        | 14.3 (57,7)                                       | 20.9 (69,6)                                       | 26.5 (79,7)                                       | 31.5 (88,7)                                       | 31.9 (89,4)                                       | 30.3 (86,5)                                       | 26.9 (80,4)                                       | 21.1 (70)                                         | 12.4 (54,3)                                       | 5.4 (41,7)                                        | 19,41 (66,93)                                     |
| Media zilnică °C (°F)                             | −2.2 (28)                                         | 1.5 (34,7)                                        | 7.9 (46,2)                                        | 14.6 (58,3)                                       | 20.4 (68,7)                                       | 25.3 (77,5)                                       | 26.8 (80,2)                                       | 25.3 (77,5)                                       | 20.5 (68,9)                                       | 14.2 (57,6)                                       | 6.3 (43,3)                                        | −0.3 (31,5)                                       | 13,36 (56,04)                                     |
| Minima medie °C (°F)                              | −6.6 (20,1)                                       | −3.3 (26,1)                                       | 2.4 (36,3)                                        | 8.8 (47,8)                                        | 14.5 (58,1)                                       | 19.6 (67,3)                                       | 22.6 (72,7)                                       | 21.3 (70,3)                                       | 15.6 (60,1)                                       | 8.9 (48)                                          | 1.6 (34,9)                                        | −4.5 (23,9)                                       | 8,41 (47,13)                                      |
| Precipitații mm (inches)                          | 3.1 (0.122)                                       | 7.9 (0.311)                                       | 9.9 (0.39)                                        | 29.1 (1.146)                                      | 45.5 (1.791)                                      | 75.7 (2.98)                                       | 151.8 (5.976)                                     | 136.4 (5.37)                                      | 47.8 (1.882)                                      | 30.2 (1.189)                                      | 17.7 (0.697)                                      | 4.2 (0.165)                                       | 559,3 (22,02)                                     |
| Umiditate [%]                                     | 63                                                | 59                                                | 55                                                | 62                                                | 65                                                | 64                                                | 79                                                | 84                                                | 79                                                | 71                                                | 69                                                | 67                                                | 68,1                                              |
| Nr. de zile cu precipitații (≥ 0.1 mm)            | 1.8                                               | 3.0                                               | 2.9                                               | 5.1                                               | 6.5                                               | 7.9                                               | 11.2                                              | 9.7                                               | 6.3                                               | 4.7                                               | 4.1                                               | 2.2                                               | 65,4                                              |
| Nr. mediu de zile cu ninsoare                     | 2.4                                               | 2.6                                               | 0.7                                               | 0.2                                               | 0                                                 | 0                                                 | 0                                                 | 0                                                 | 0                                                 | 0                                                 | 0.8                                               | 1.8                                               | 8,5                                               |
| Ore însorite                                      | 153.9                                             | 156.0                                             | 207.2                                             | 224.2                                             | 254.0                                             | 230.7                                             | 198.6                                             | 194.8                                             | 187.2                                             | 180.1                                             | 150.2                                             | 148.6                                             | 2.285,5                                           |
| Sursă: Administrația Meteorologică din China      |                                                   |                                                   |                                                   |                                                   |                                                   |                                                   |                                                   |                                                   |                                                   |                                                   |                                                   |                                                   |                                                   |